# 카르타헤나 (칠레)
카르타헤나(스페인어: Cartagena)는 칠레 발파라이소 주 산안토니오 현에 위치한 도시로 면적은 245.9km2, 높이는 140m, 인구는 17,978명(2012년 기준)이다. 도시가 설립된 시기는 1901년이다.